# Naturstoffchemie

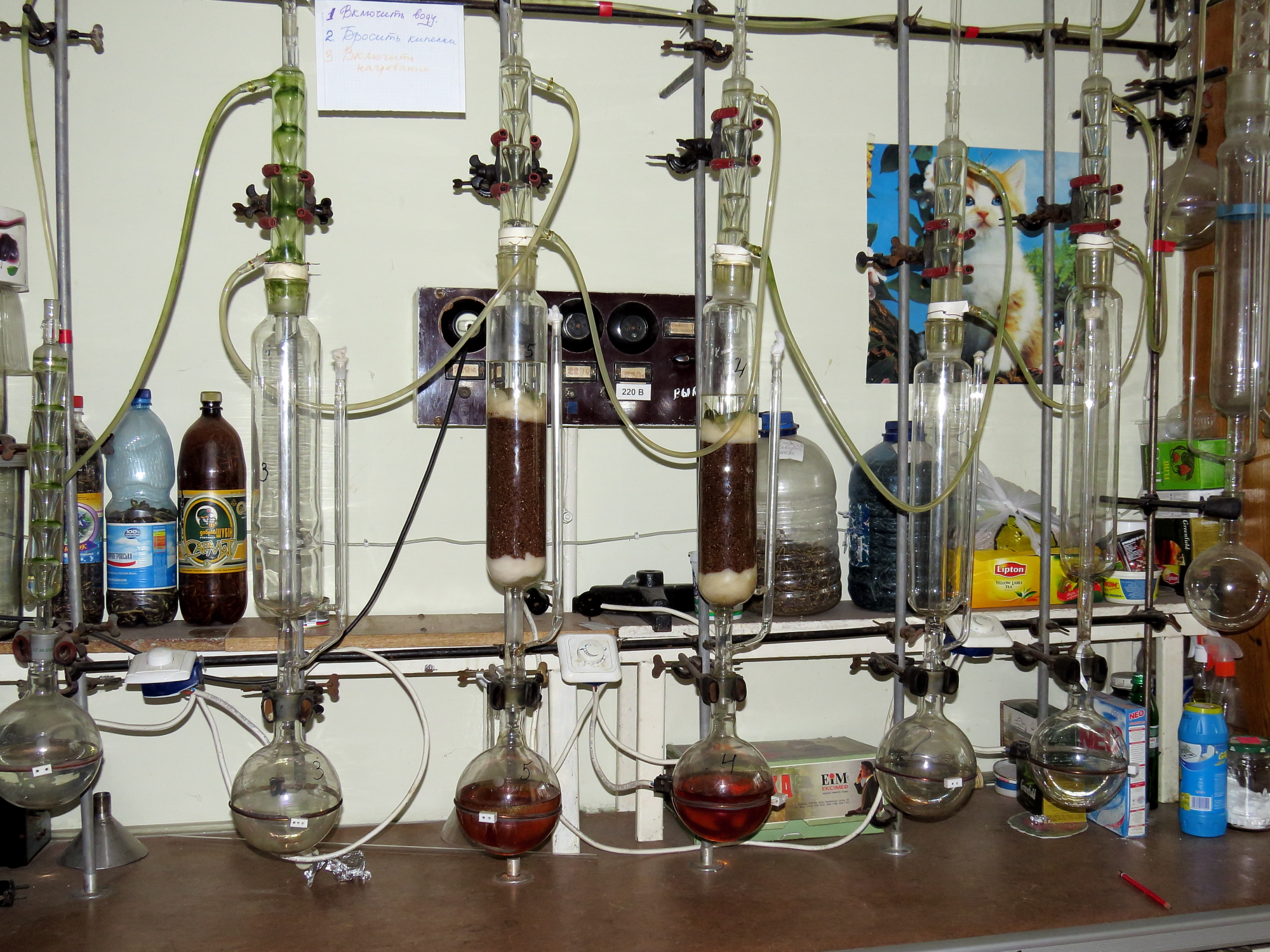
Im Labor der Naturstoffchemie. Extraktionsapparate

Als Naturstoffchemie wird jener Zweig der Chemie bezeichnet, der sich mit der Isolierung, Identifizierung, Synthese und Strukturaufklärung von Naturstoffen befasst, welche teilweise hochkomplexe Strukturen aufweisen und manchmal von außerordentlichem Interesse etwa als Arzneistoff sind.

## Meilensteine
Als erster Meilenstein der Naturstoffchemie gilt die Isolierung des Morphins durch Friedrich Sertürner (1805). Friedrich Wöhlers Harnstoffsynthese (1828) aus Ammoniumcyanat führte zum Umdenken in der Chemie, da zum ersten Mal gezeigt wurde, dass es keiner besonderen biologischen Kräfte bedurfte, um einen aus der belebten Natur bekannten Naturstoff aus einem anorganischen Grundstoff herzustellen.
Weitere Höhepunkte waren die Untersuchung der Terpene durch Otto Wallach (Nobelpreis 1910) und der Kohlenhydrate und Aminosäuren durch Emil Fischer (Nobelpreis 1902), die Totalsynthese von nicht-aromatischen Steroiden wie Cholesterin durch Robert Robinson und Robert B. Woodward 1951, die Strukturaufklärung der DNA durch James Watson und Francis Crick (Nobelpreis 1962), die Strukturaufklärung des Insulins durch Frederick Sanger (Nobelpreis 1958) und die Totalsynthese dieses Proteins durch Helmut Zahn im Jahr 1963 sowie die Totalsynthese von Vitamin B12 durch Albert Eschenmoser und Robert B. Woodward (Nobelpreis 1965).
Neben der präparativen Meisterleistung ist an der Totalsynthese des Vitamins B12 bemerkenswert, dass die Bildung eines unerwarteten Stereoisomers bei einem der synthetischen Schritte schließlich zur Entwicklung der Woodward-Hoffmann-Regeln führte.

## Zielrichtung
In der Naturstoffchemie werden mehrere Zielrichtungen verfolgt. Ein wichtiger Aspekt ist die Strukturaufklärung von Naturstoffen. Weiterhin steht die Entwicklung von Strategien zur effektiven Synthese von Naturstoffen im Vordergrund. Als eindrucksvolles Beispiel ist die Synthese des Palytoxin durch Yoshito Kishi und Mitarbeiter im Jahre 1994 zu nennen, da Palytoxin 264 mögliche Stereoisomere besitzt. Auch ist die Identifizierung pharmakologisch aktiver Strukturen in Naturstoffen von Bedeutung, da dies die Entwicklung effektiver Medikamente erheblich vereinfachen kann.

## Stoffgruppen
Typische Stoffgruppen, die in der Naturstoffchemie untersucht werden, sind
- Enzyme,
- Kohlenhydrate,
- Polyketide,
- Terpene,
- Steroide,
- Aminosäuren,
- Peptide,
- Proteine und
- Alkaloide.